# Gare de Weert
Ne doit pas être confondu avec Gare de Weert-Saint-Georges.
La gare de Weert est une gare ferroviaire néerlandaise située à Weert aux Pays-Bas sur l'itinéraire Eindhoven - Ruremonde - Maastricht et la ligne Budel - Vlodorp (partiellement fermée).

## Histoire
La gare de Weert est mise en service le 20 juillet 1879 par le Grand Central Belge sur sa ligne du Rhin d'acier (Anvers - Ruremonde - Mönchengladbach). Elle est dotée d'un bâtiment de style fonctionnel dont six exemplaires ont été érigés aux Pays-Bas, celui de Weert possédant onze travées à l'origine,. Ils sont identiques à 15 bâtiments de gare construits par le Grand Central en Belgique ; aucune de ces constructions érigées sur le territoire néerlandais n'a survécu à ce jour à l'exception d'un petit vestige de la gare de Baexem- Heythuysen.
Le Grand Central est nationalisé en 1897 par la Belgique et ses installations implantées aux Pays-Bas reprises par la Compagnie pour l'exploitation des chemins de fer de l'État néerlandais. Weert devient une gare de bifurcation le 30 octobre 1913 avec la mise en service de la ligne d'Eindhoven à Weert qui sort Weert et la ligne vers Ruremonde de leur isolement relatif et en font le maillon d'un axe reliant Maastricht aux villes de la Randstad. À cette occasion, la gare est entièrement reconstruite et déplacée vers un talus dans la continuité du nouveau pont mobile sur le Zuid-Willemsvaart.
Le bâtiment actuel est construit en 1914 par George van Heukelom (nl) qui a également réalisé les stations de la ligne vers Eindhoven et la nouvelle gare d'Eindhoven ; toutes ont été démolies depuis. Implantée sur un talus contrairement à la gare d'origine à même le sol, elle est dotée d'un bâtiment en brique avec une tour octogonale, surmontée d'une flèche aux armoiries de la ville. De style moderniste reprenant des éléments néo-renaissance, il se compose d'un bâtiment à étage en forme de « L » avec une entrée diagonale ornée d'un pignon à volutes. Tout comme les gares de la ligne vers Eindhoven et de nombreuses stations (re)construites à cette époque, il y a un quai unique, fort large, doté d'une canopée métallique accessible par un corridor et d'un second bâtiment en briques. Un dépôt de locomotives avec une rotonde flanquée d'un bâtiment de service et d'une haute cabine de signalisation (détruite durant la Seconde guerre) dans le style moderne et épuré des gares de l'architecte en chef van Heukelom. Depuis 2003 la gare, le quai, le pont sous les voies et l'ensemble du site de la gare ont le statut de Monument national.
Jusqu'à la fin des années 1960, Weert était une station importante pour le transport ferroviaire de marchandises au départ de Weert, Maarheeze (y compris l'usine Philips), Heeze, Budel et Baexem-Heythuysen. Weert dispose à cet effet d'une grande gare de marchandises et de sa propre locomotive de manœuvre ("Sik"). Jusqu'en 1972 environ, il restait deux voies de la gare d'origine de 1879 en contrebas du tallus, le long du Parallelweg (appelé localement "De Put"), qui offraient à quelques usines une liaison ferroviaire. À cette époque, l'ancienne remise à locomotives était également toujours présente ; les NS l'ont fait démolir par la suite. La démolition de la gare au profit d'un nouveau bâtiment a été envisagée en 1978 mais le projet a été abandonné. En 2008, elle a été choisie par les chemins de fer néerlandais (NS) comme la plus belle gare[réf. nécessaire].
Après une rénovation de quatre mois au printemps/été 2009, la gare s'est dotée d'un local à vélos moderne accessible 24h/24, intégré au bâtiment de la gare sur la gauche.

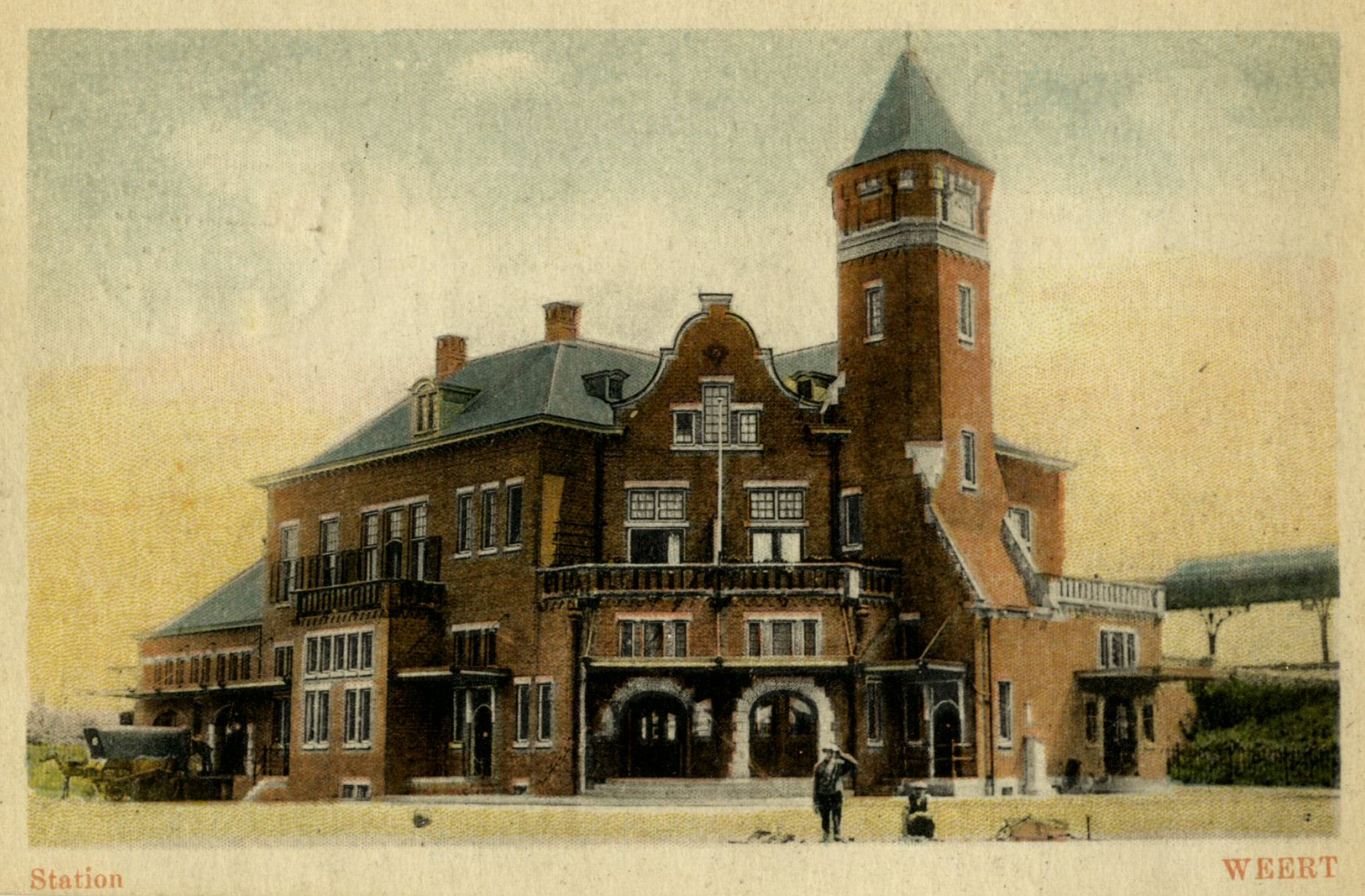
Carte postale ancienne.
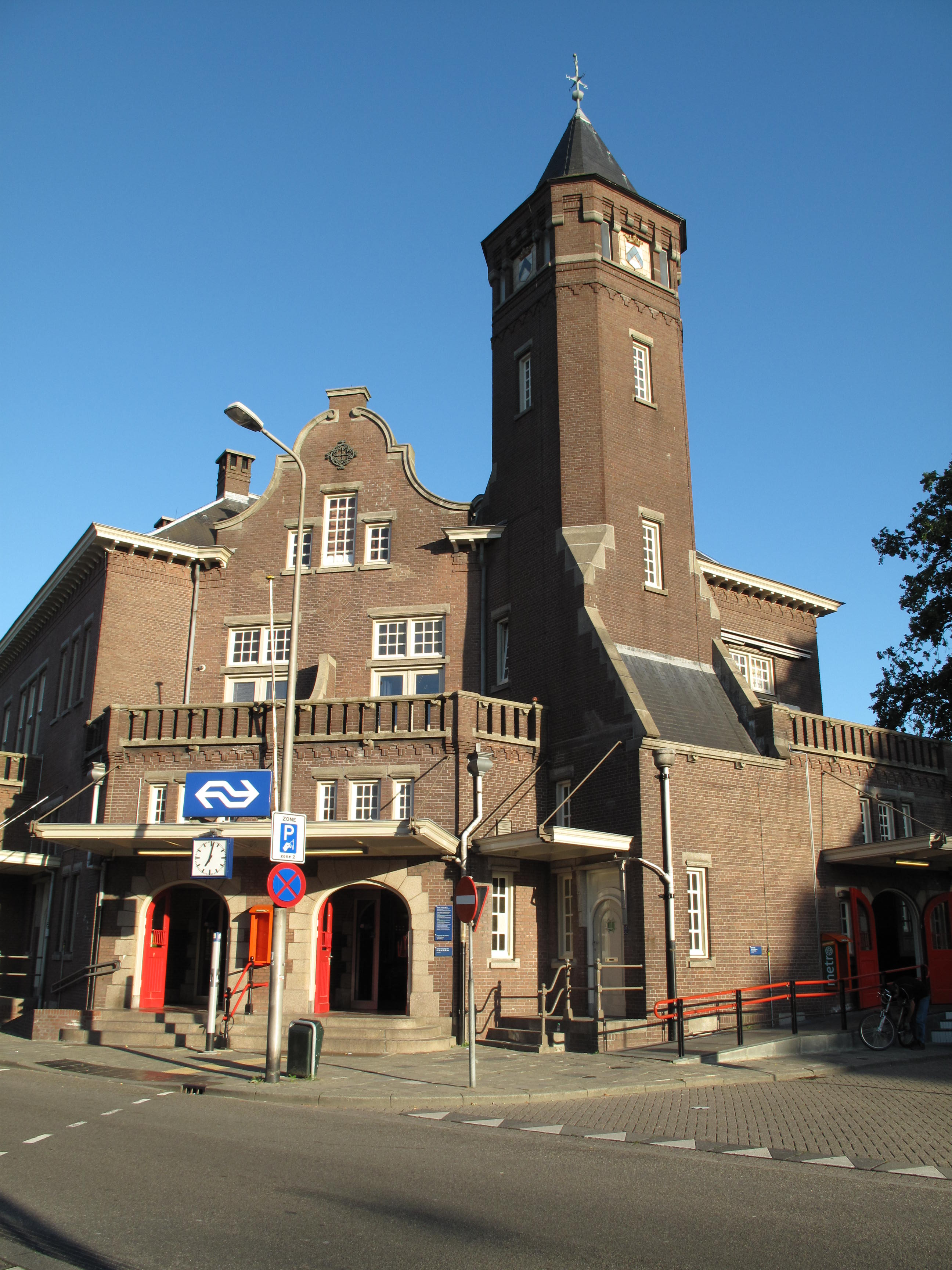
En 2009.
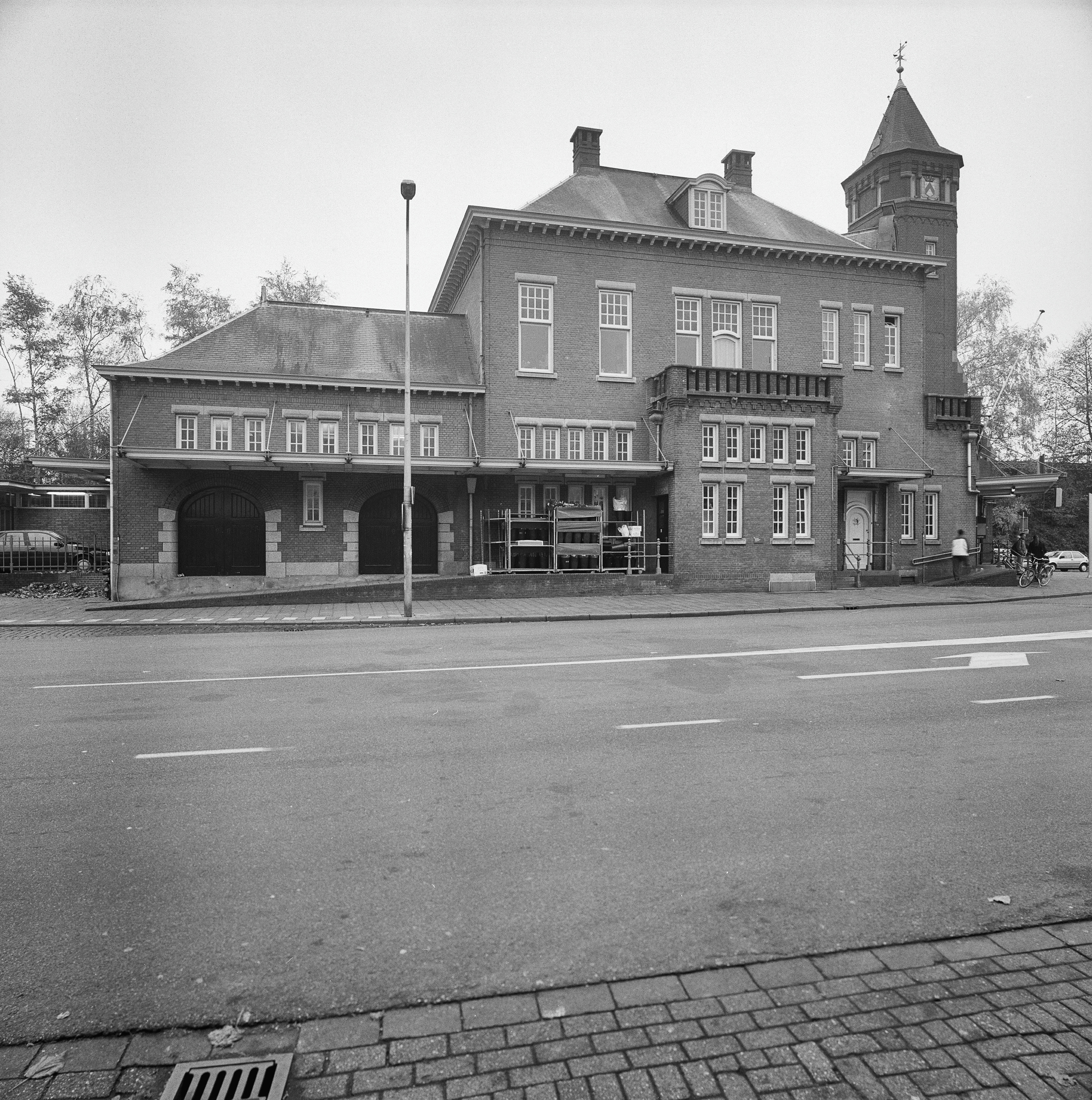
Façade latérale.
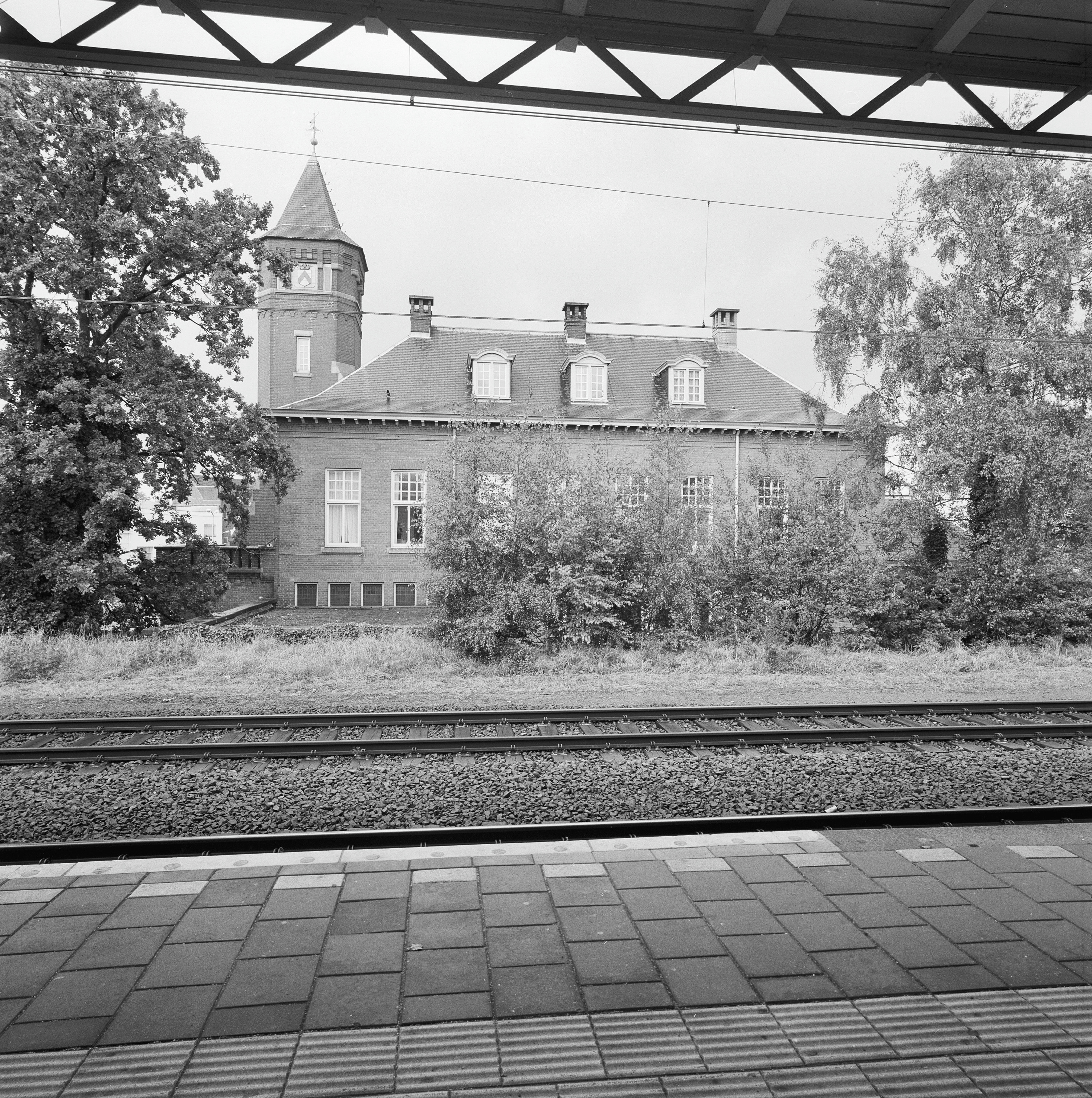
Vue depuis le quai central.
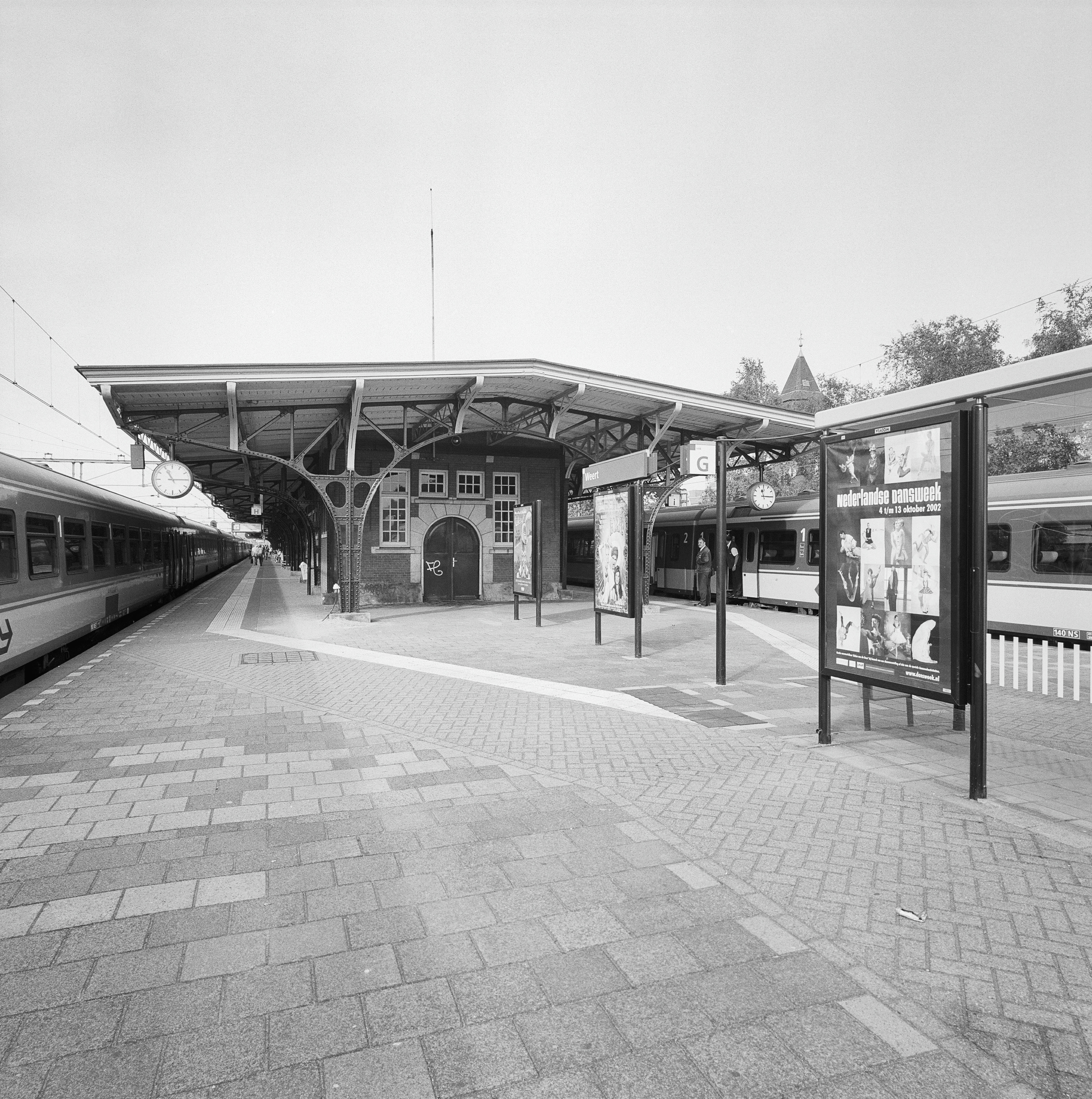
Quai en îlot.
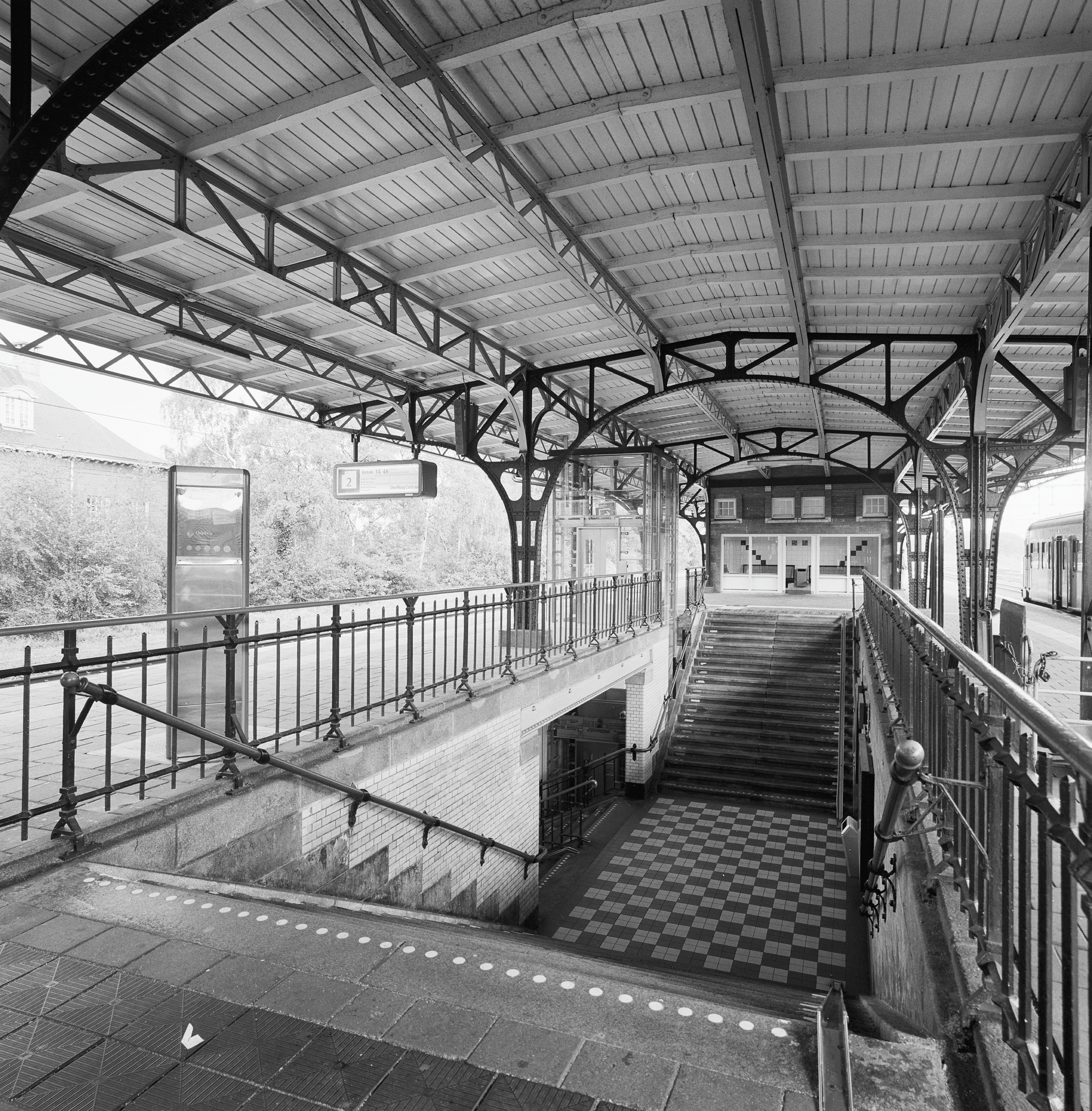
Accès au souterrain.
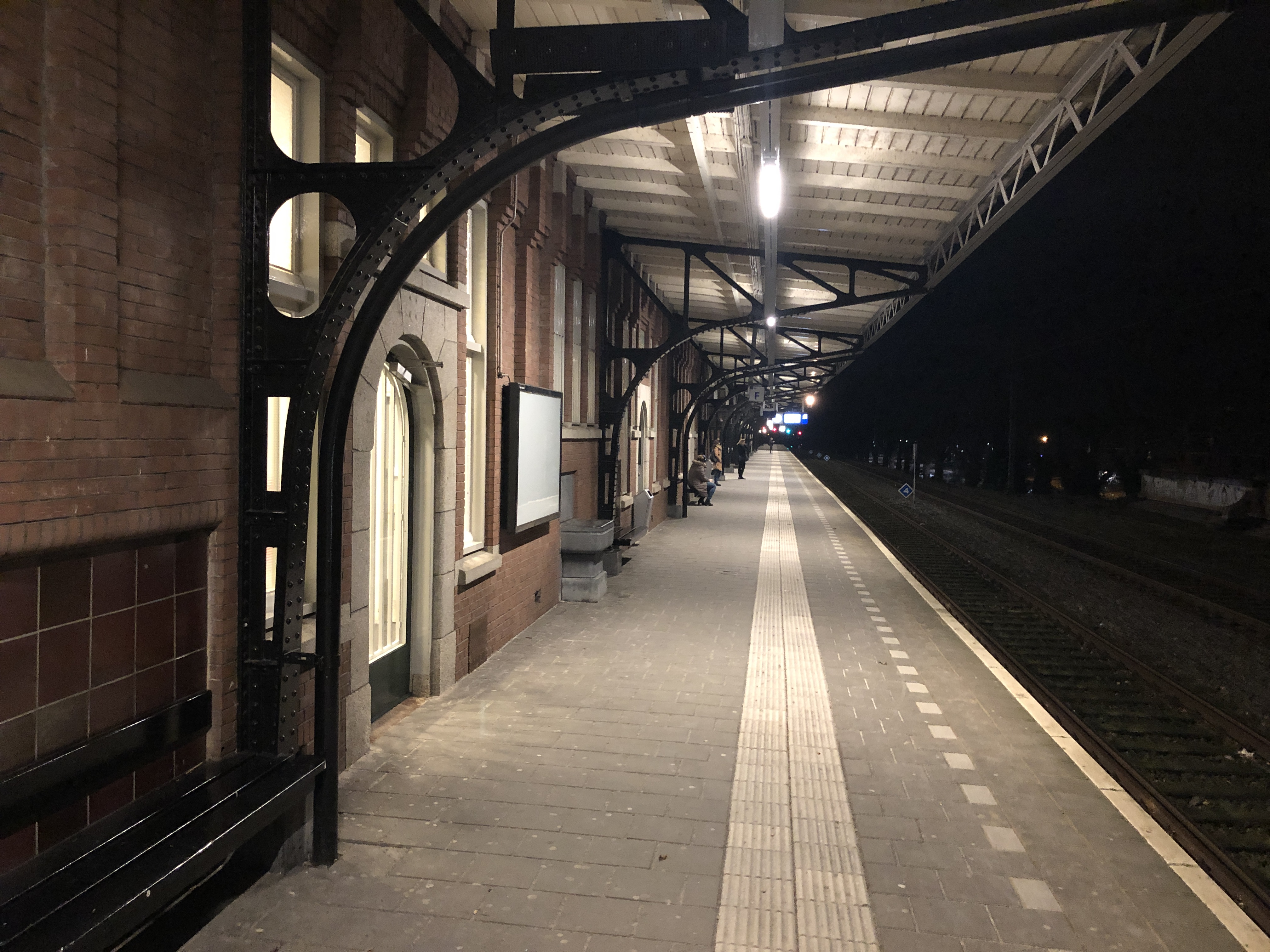
Détails de la superstructure.
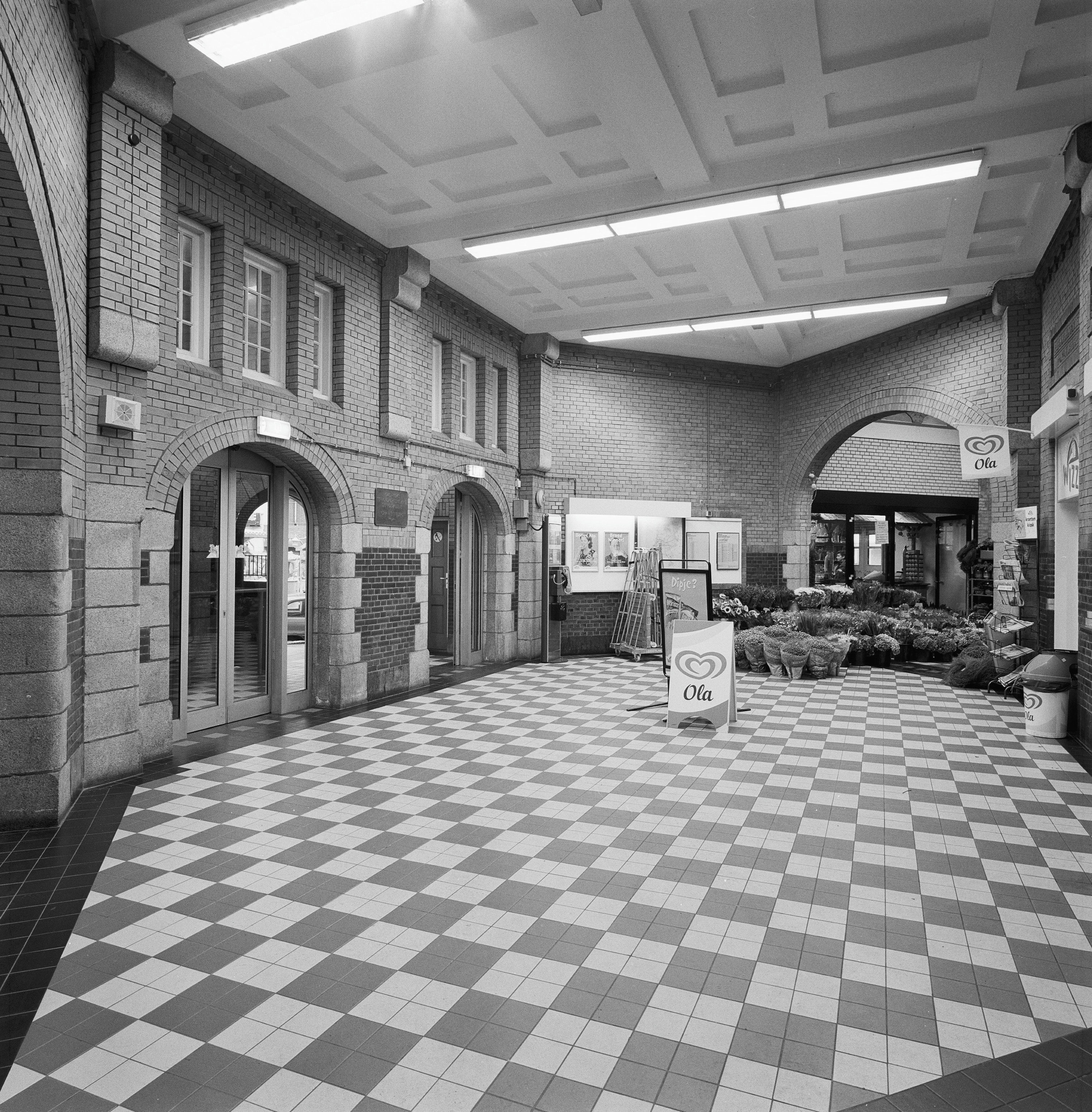
Salle des pas perdus.
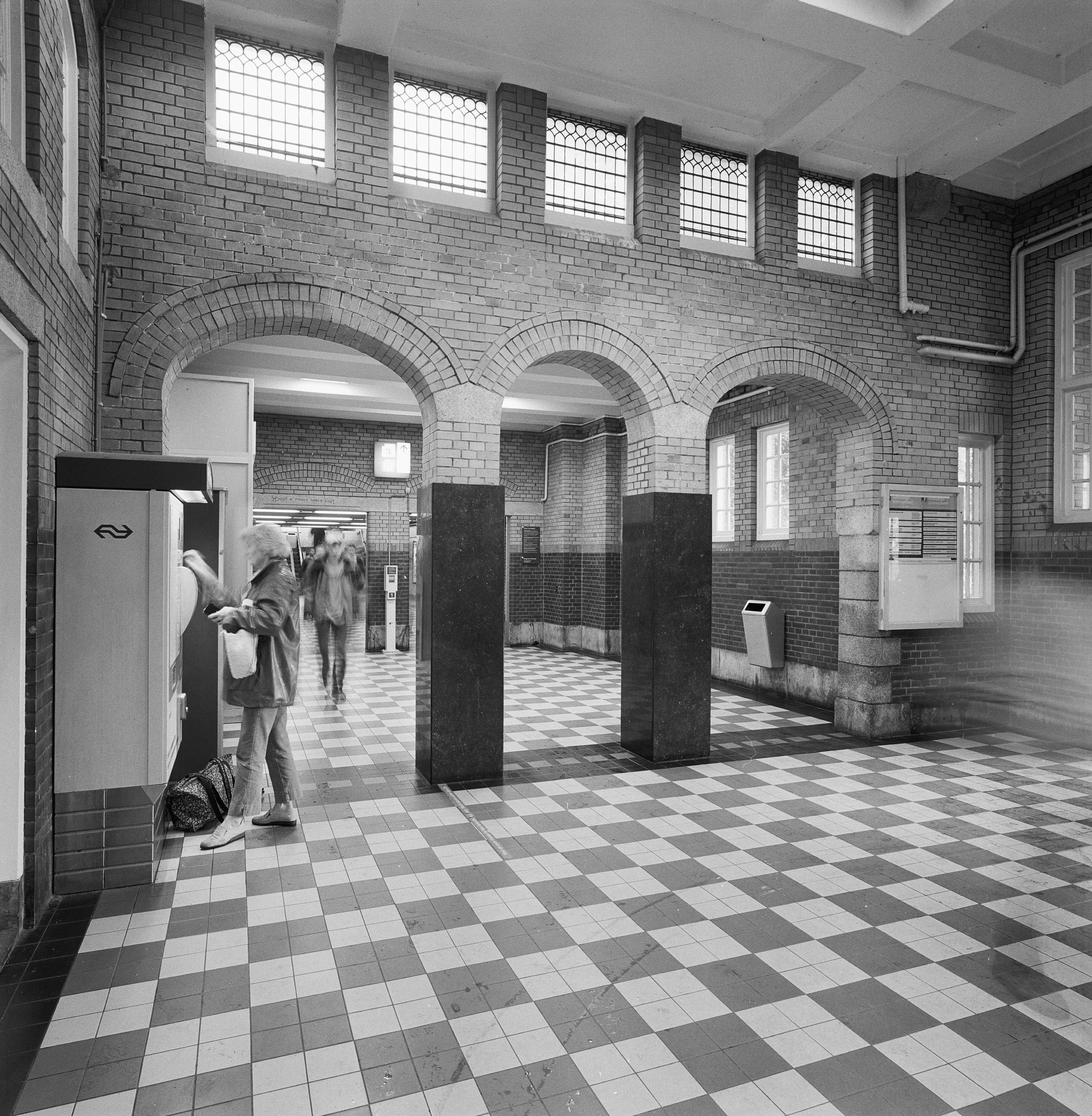
Sortie du tunnel.
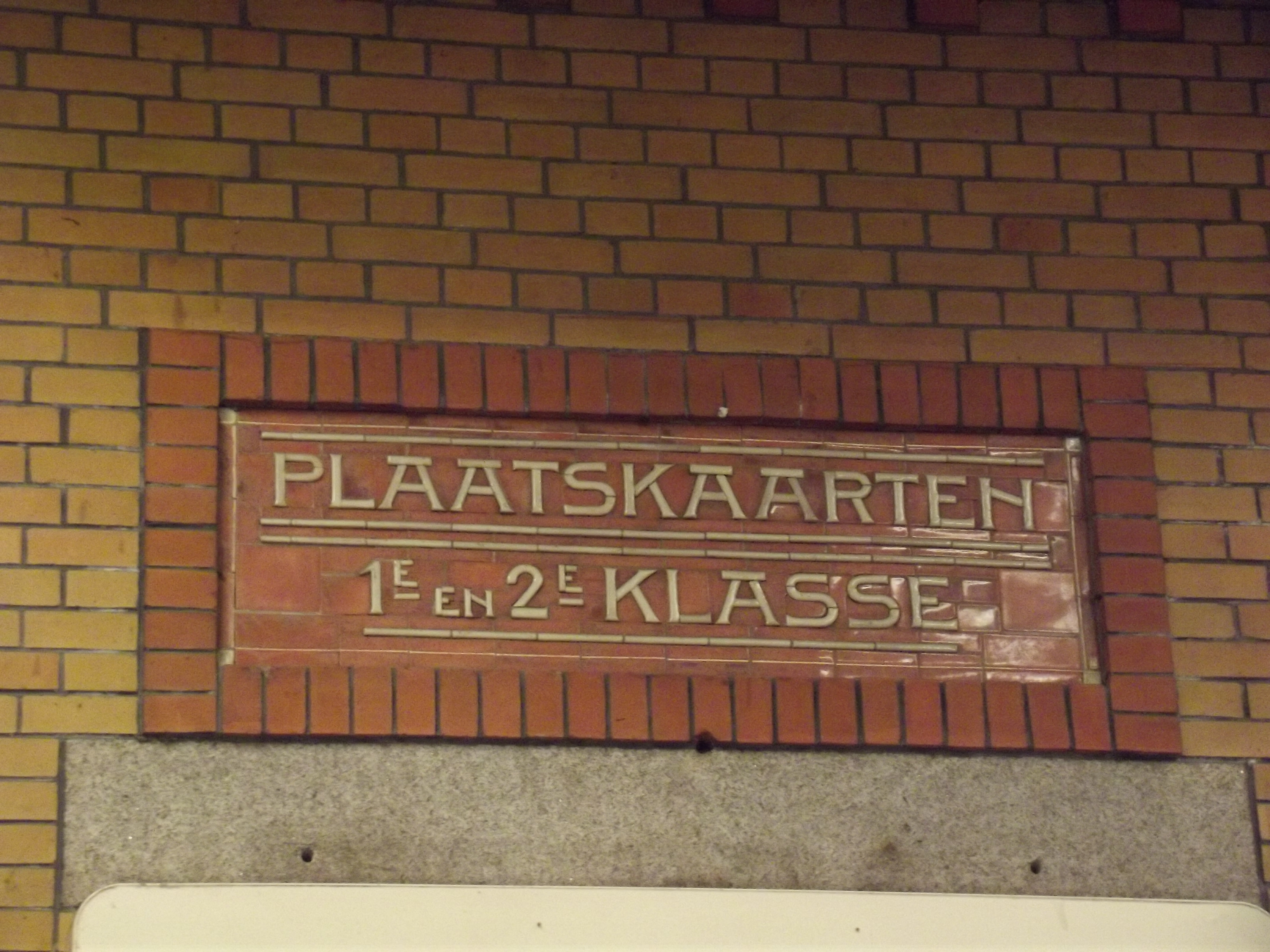
Au-dessus du guichet de 1re et 2e classe.
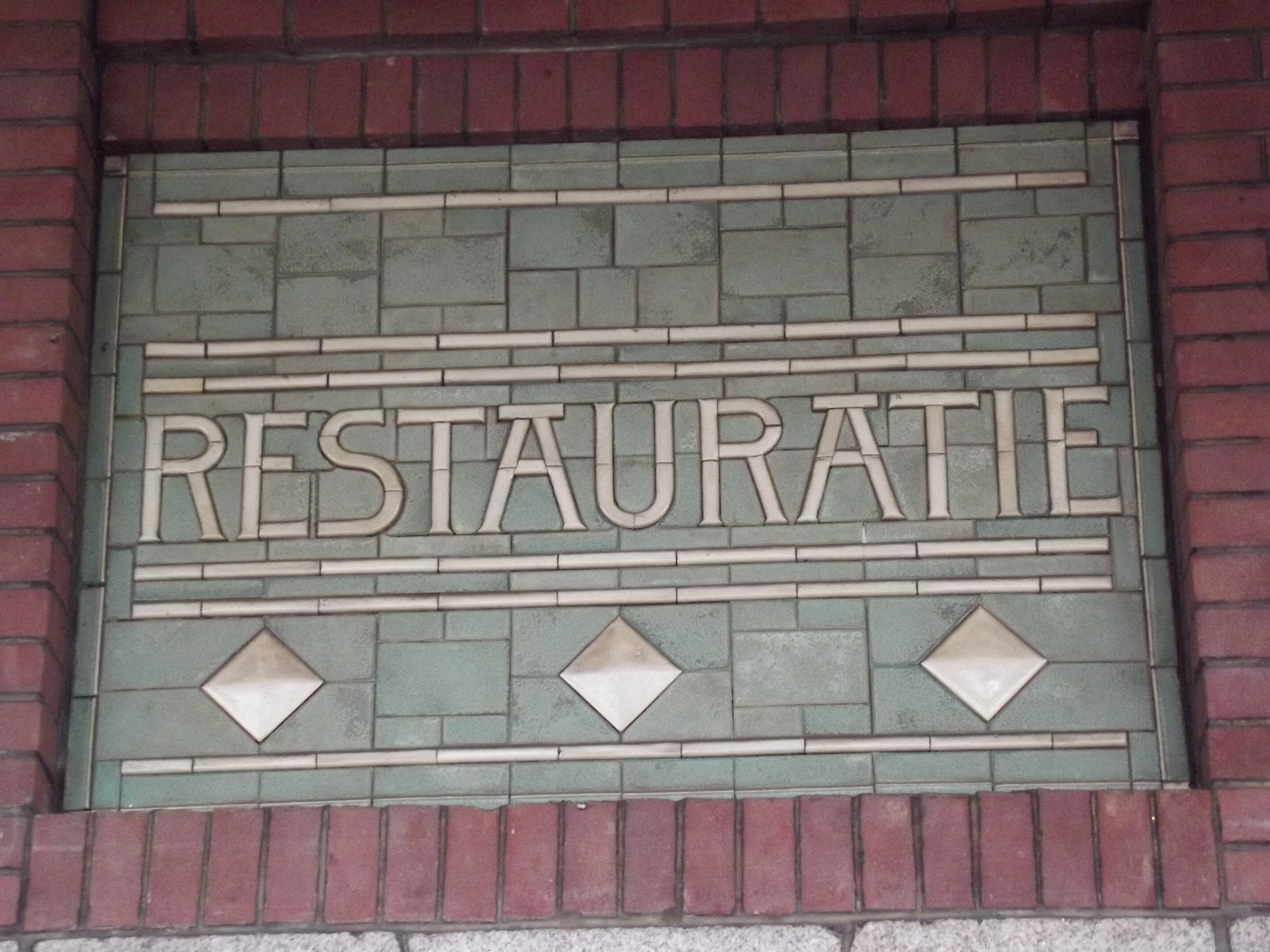
Écriteau de l'ancien restaurant.

### Accueil

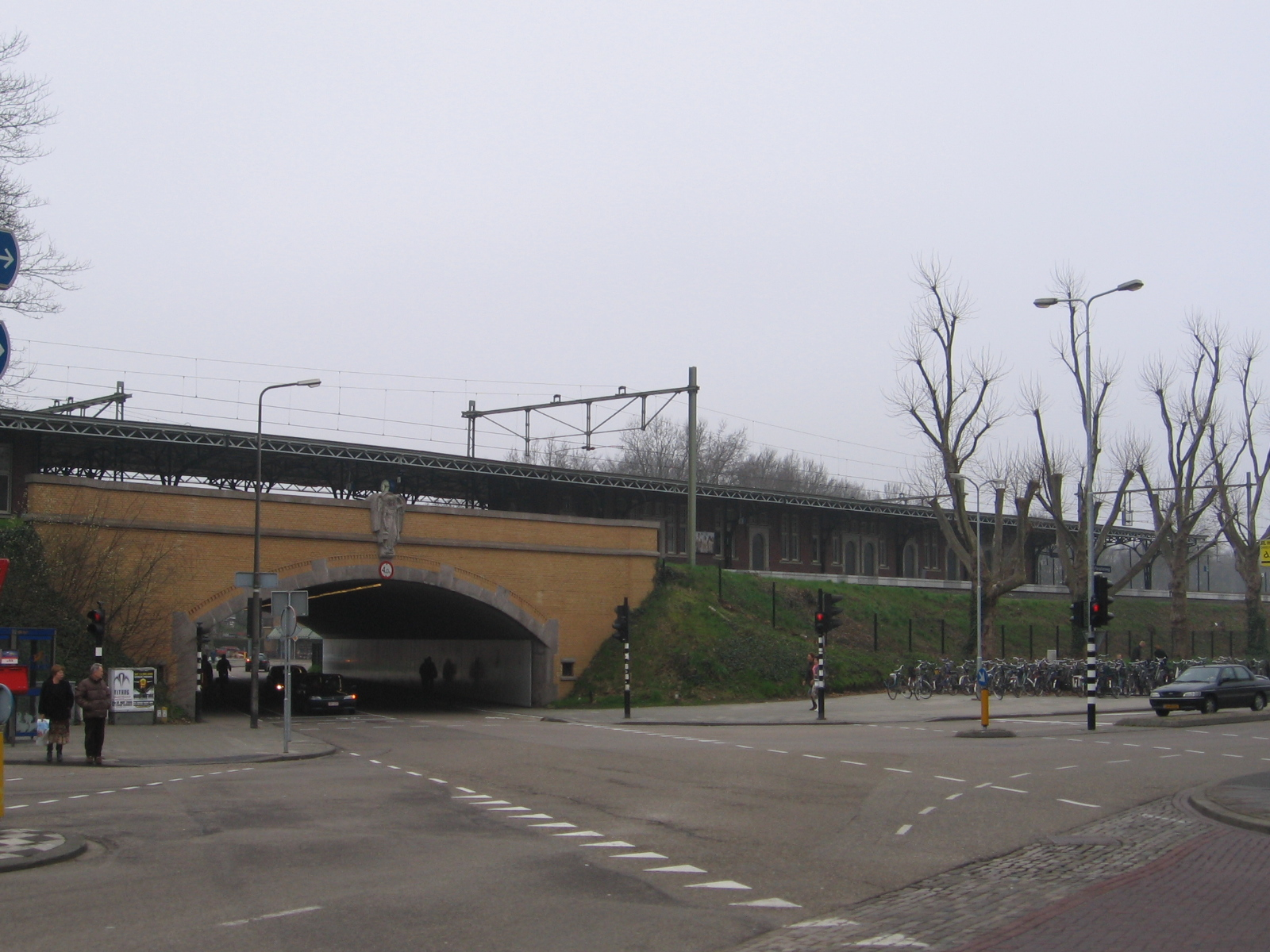
Quai et tunnel routier.

## Service des voyageurs

### Intermodalité
Il y a plusieurs abris à vélos non gardés et un abri à vélos gardé attenant la gare. À la gare, il y a une station de taxis et une gare routière, avec des bus vers divers endroits de la région. Il y a aussi un grand parking (payant) pour les voitures.

## Projet
La ligne du Rhin d'Acier est fermée aux voyageurs depuis 1957 à l'est de la gare belge de Mol. Des réouvertures progressives ont recréé un terminus en gare de Hamont, à seulement 11 km de Weert.
Des pourparlers sont en cours pour assurer à nouveau un service ferroviaire de Weert à Hamont, puis à Anvers-Central. Le train IC de la SNCB avec son terminus à Hamont serait ensuite prolongé jusqu'à Weert. En 2021, il a été signalé que cette connexion ne serait pas rentable, néanmoins une majorité au parlement belge était en faveur de cette connexion.
La réouverture de l'entièreté du Rhin d'Acier aux marchandises — la ligne est actuellement neutralisée sur une partie de son trajet aux Pays-Bas — est également discutée depuis les années 2000.